# Джон Міллінгтон Сінг
Джон Міллінгтон Сінг (англ. John Millington Synge, 16 квітня 1871, Ратфарнам, Ірландія — 24 березня 1909, Дублін) — ірландський драматург, письменник, фольклорист. Один з діячів ірландського літературного Відродження.    

## Твори
- Collected works in 5 volumes, v. 1‒4, L., 1962‒68.